# Národní park Gombe
Národní park Gombe se nachází v západní části tanzanského regionu Kigoma, asi 16 km severně od stejnojmenného hlavního města regionu. Park byl založen v roce 1968 a je jedním z nejmenších národních parků v Tanzanii, chráněná plocha činí pouhých 35 km2. Park se rozkládá podél kopců na východním břehu jezera Tanganika, vyznačuje se strmými údolími a vegetace se pohybuje od travnatých porostů až po tropický deštný prales. Do parku se lze dostat pouze lodí. Snad nejvíce jej proslavila anglická primatoložka Jane Goodallová, jež zde prováděla průkopnický výzkum chování šimpanzích populací ve volné přírodě. Na území Národního parku Gombe žije šimpanzí klan pojmenovaný Kasekela, představený v mnohých knižních publikacích a dokumentárních pořadech.
Díky vysoké diverzitě je Gombe populární turistickou atrakcí. Vyjma šimpanzů lze na území parku pozorovat paviána anubi (Papio anubis), červené guerézy rodu Piliocolobus, kočkodany černolící (Cercopithecus ascanius), kočkodany diadémové (Cercopithecus mitis) a kočkodany rodu Chlorocebus. Kočkodan černolící a diadémový se na území parku kříží. Park je rovněž domovem pro více než 200 druhů ptáků, prasata štětkouny, velké množství hadů a občasně se zde objeví hroši a levharti. Jezero Tanganika je známé pro obrovskou diverzitu ryb z čeledi vrubozubcovití (Cichlidae).